# 朝农街道
朝农街道是中华人民共和国江西省南昌市西湖区下辖的一个街道办事处。前身为南昌市朝阳农场，建于1985年6月。

## 行政区划
朝农街道下辖以下村级行政区划单位：
五坊社区、红苗社区、凉伞树社区、灌婴路社区和新光社区。